# Dixmude (L9015)
Pour les articles homonymes, voir Dixmude (homonymie).

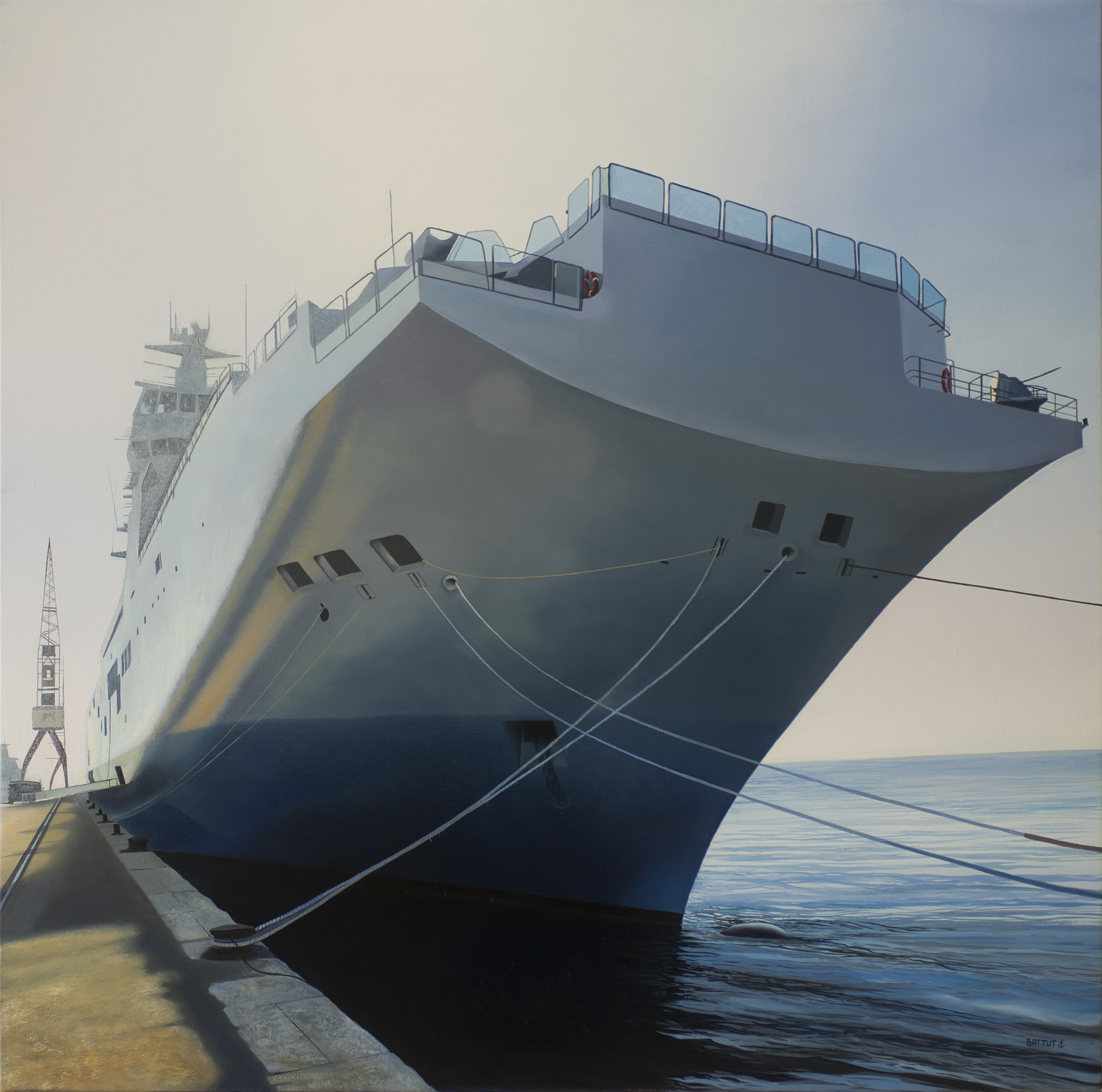
Le Dixmude, Lisbonne, peinture de Michèle Battut.

Le Dixmude (indicatif visuel L9015) est un porte-hélicoptères amphibie (PHA) de la marine nationale française de la classe Mistral. Leur ancienne dénomination de bâtiment de projection et de commandement (BPC) ne correspondait à aucune référence de bâtiment de l'OTAN.
Son appellation OTAN est Landing Helicopter Dock (LHD).
C'est le 3e bâtiment de la classe Mistral, après le Mistral (L9013) et le Tonnerre (L9014). Il a été admis au service actif le 27 juillet 2012 et remplace le TCD Foudre (L9011). Les trois PHA ont remplacé les TCD Ouragan, Orage et Foudre. La construction d'une quatrième unité devant initialement remplacer le TCD Siroco a été annulée.
Sa devise est « Sacrifiez-vous, Tenez ! », en hommage à la phrase de l'amiral Ronarc'h dont la brigade de fusiliers marins participe jusqu'à la fin du mois d'octobre 1914 à une défense héroïque de Dixmude aux côtés de l'armée belge et en s'opposant à des troupes ennemies bien supérieures en nombre. Les pertes de la brigade Ronarc'h sont très importantes, de l'ordre de l'effectif initial.
La ville de Marseille est marraine de ce bâtiment depuis janvier 2017.

## Contexte et lancement du projet
Après la mise en service des deux premiers BPC en 2006 et 2007, le projet de loi relatif à la programmation militaire pour les années 2009-2014 (enregistré en octobre 2008 à l'Assemblée nationale) prévoyait que deux nouveaux bâtiments de projection et de commandement de nouvelle génération viendraient remplacer les deux transports de chalands de débarquement entrés en service dans les années 1990 « à l’horizon 2020 ».
Néanmoins, à la suite de la présentation du plan de relance de l'économie par le président de la République en décembre 2008, un projet de loi de finances rectificative pour 2009 est présenté en janvier 2009, qui contient les éléments du plan de relance. Un volet défense y est intégré et en particulier la décision d'avancer la construction du 3e BPC.
Le contrat est notifié le 10 avril 2009 aux Chantiers de l'Atlantique de Saint-Nazaire (STX France), responsable de la plate-forme et DCNS, responsable du système d'armes.

## Construction
Les Chantiers de l'Atlantique de Saint-Nazaire (STX France) découpent la première tôle du Dixmude le 16 avril 2009. La mise sur cale intervient le 20 janvier 2010. Contrairement à ses deux navires-jumeaux Mistral et Tonnerre, la plate-forme du Dixmude est entièrement réalisée à Saint-Nazaire. Le bâtiment est mis à flot le 17 septembre 2010 avec quelques mois d'avance sur le calendrier initialement prévu.
À l'issue des essais en mer, au printemps 2011, le Dixmude quitte Saint-Nazaire en mai à destination de Toulon, son port-base où il arrive le 13 juillet 2011. La livraison du BPC Dixmude à la DGA intervient le 14 janvier 2012, avec trois mois d’avance sur le planning initial ; l'admission au service actif par la Marine nationale a eu lieu le 27 juillet 2012.

## Caractéristiques
Dans la force d'action navale de la Marine nationale, le Dixmude (avec ses deux navires-jumeaux) est le plus important bâtiment en tonnage après le porte-avions nucléaire (PAN, CVN selon l’OTAN) Charles de Gaulle, qu’il dépasse d’ailleurs en hauteur d’un mètre au niveau du pont d’envol. Déplaçant 21 300 tonnes à pleine charge, il a une longueur de 199 mètres, une largeur de 32 m et un tirant d’eau de 6,2 m.
Le Dixmude intègre les retours d'expérience des Mistral. Il dispose notamment de deux propulseurs d'étrave, le propulseur unique du Mistral s'avérant insuffisant par grand vent. Cette amélioration est ensuite généralisée aux autres bâtiments de la classe.

### Navigation
Le Dixmude est équipé de deux centrales de navigation inertielles avec Gyrolaser (Ring Laser Gyro en anglais) SIGMA 40 conçues par Sagem.

### Armement
L'armement propre du Dixmude est composé à l'origine de deux systèmes de missiles surface-air SIMBAD et de quatre mitrailleuses Browning M2-HB de 12,7 mm. Lors des travaux de modernisation du bâtiment réalisés en 2016, deux canons téléopérés de 20 mm Nexter Narwhal ont été ajoutés à la proue et à la poupe auxquels ont été adjoints deux tourelleaux optroniques EOMS (conçus par Safran) à des fins de détection et de désignation des cibles jour/nuit.
- 1 radier de 885 m2 avec une capacité d’emport de chalands type de transport matériel (CTM), de débarquement amphibie rapide (EDAR) et de débarquement amphibie standard (EDAS) ;
- 1 hangar de 2 650 m2 pour 60 véhicules blindés type EBRC ou 13 chars Char Leclerc;
- Plateforme et hangar pour 16 hélicoptères (EC665 Tigre, NH90 Caïman ou H225M Caracal) ;
- 4 embarcations rapides ;
- Capacité de transport de troupes : 400 à 900 soldats ;
- 1 radar de veille air-surface, leurres anti-torpilles SLAT, système de combat SENIT[12].

### Exercices d’appontage d’aéronefs étrangers
Dans le cadre de la construction  de l'interopérabilité des flottes française et américaine, un aéronef de transport hybride américain MV-22B de type Boeing-Bell V-22 Osprey (destiné aux opérations de soutien dans le cadre des débarquements amphibies) a apponté sur le Dixmude, au cours du mois de janvier 2014, au large des côtes de l'Afrique de l'Ouest, puis un autre MV-22B le 2 mai 2016 entre Cadix et Gibraltar, lors de l'exercice naval international Griffin Strike.

## Déploiements opérationnels

### OpérationEunavfor Atalanta(2012)
Le Dixmude participe à l'opération européenne anti-piraterie dans l'Océan indien. Ses hélicoptères participent notamment à l'interception d'un boutre (dhow en swahili) yeménite capturé par des pirates en mer d’Arabie.

### OpérationServal(2013)
Lors de l'intervention au Mali, le 21 janvier 2013, le Dixmude a emporté du matériel pour soutenir l'armée française,. Il emporte des P4, des VABSAN, des VBCI, des GBC 180 et des AMX-10 RC.

### OpérationSangaris(2013)
Lors de l'intervention en Centrafrique, le 5 décembre 2013, le Dixmude a emporté du matériel pour soutenir l'armée française. Il emporte, en plus de deux hélicoptères Gazelle, des P4, des VABSAN, des VBL, des GBC 180.

### OpérationRésilience(2020)
Pour répondre à la vague pandémique de la Covid-19 et dans le cadre de l'opération Résilience, le Dixmude est envoyé en soutien dans la zone Antilles-Guyane. Une fois sa mission accomplie, il retrouve sa base de Toulon le 27 mai 2020.

### Autres déploiements
- Le Dixmude participe régulièrement à la Mission Corymbe (Corymbe 115, 122bis, 134, 138, 154 et 156), un dispositif naval visant à assurer la présence permanente d'un bâtiment dans le Golfe de Guinée et au large des côtes d'Afrique de l'Ouest. Dans le cadre de la mission 156, le bâtiment réalise, le 20 mars 2021, la plus grosse saisie de cocaïne de l'histoire de la Marine nationale, avec 6 tonnes récupérées lors de l'arraisonnement du cargo Najlan battant pavillon Saint-Christophe-et-Niévès, en provenance du Brésil et en route pour Abidjan[20],[21]. Ce record est dépassé le 14 mars 2024 par le Commandant Bouan en saisissant plus de 10 tonnes de cocaïne[22].
- Le 4 avril 2015, il évacue 44 personnes du Yémen et effectue leur transfert à Djibouti, à la suite du conflit au Yémen[23]. Le lendemain, il récupère également 63 personnes dont 23 Français transférés à partir du patrouilleur L'Adroit et de la frégate Aconit[24].
- En mai 2015, il part pour la mission Jeanne d'Arc 2015[25].
- En avril 2017, exercice de débarquement sur la plage des mouettes à Frontignan[26].
- En octobre 2018, il a participé à l'exercice OTAN interarmées et interallié Trident Juncture 18. Avant de se rendre sur la zone d'entraînement, un hélicoptère Caïman de l'Armée de terre embarqué à bord a eu un accident lors du décollage à 70 Nq au large de Dunkerque. L’hélicoptère effectuait un vol d’entraînement[27].
- En octobre 2019, il participe à l'exercice interarmées Skrenvil 2019 au large de Fréjus[28].
- Début 2023 il participe à la Mission Jeanne d'Arc et à l'exercice La Pérouse 23[29]. À la mi-novembre 2023, il part de Toulon, appareillé avec du matériel et du personnel médical, pour le port d’Al-Arich en Égypte, afin de venir en renfort des hôpitaux de l'enclave palestinienne de Gaza au moment de l'offensive israélienne sur la bande de Gaza, faisant suite à l'attaque du Hamas sur le territoire israélien le 7 octobre 2023[30]. Il accueille ses premiers blessés le 28 novembre[31].

## Autour du navire
Le PHA Dixmude est jumelé avec le centre de préparation militaire marine de Marseille « Chevalier Paul », le lycée Bonaparte de Toulon, et le lycée Amiral-de-Grasse à Grasse,. Le 13 janvier 2017, une charte de parrainage du BPC Dixmude est signée avec la ville de Marseille.
Dans la nuit du mercredi 18 octobre 2018 à 22h30 un hélicoptère NH90 Caïman de l'Armée de terre (ALAT) s’écrase sur le pont d'envol pendant le décollage. L'éclatement des pales sur le pont fait quatre blessés graves, évacués à l'hôpital d'instruction des armées de Clamart,.
En novembre 2019, la DGA valide l'intégration du Camcopter S-100 sur le Dixmude. Ainsi le PHA français est le premier navire européen à intégrer un drone à voilure tournante dans sa flotte.